# Супернова (бренд)
Супернова српски је телекомуникациони оператор покренут 28. марта 2019. године у власништву Телеком Србије. Супернова је створена аквизицијом оператера као што су Коперникус технолоџи, Радијус вектор, Телемарк Систем, Mаско, BPP ING, Цитадела Комуникације и АВком.
Супернова је оператер услуга као што су интернет, кабловска телевизија и фиксна телефонија.